# Mazda Titan
Le Mazda Titan est un véhicule utilitaire de type camion du constructeur automobile Japonais Mazda, produit au Japon depuis 1971.